# Bryum lorentzii
Bryum lorentzii är en bladmossart som beskrevs av W. P. Schimper 1876. Bryum lorentzii ingår i släktet bryummossor, och familjen Bryaceae. Inga underarter finns listade i Catalogue of Life.